# Die roten Pferde
Die roten Pferde (Originaltitel: De røde Heste) ist ein dänischer Familienfilm in Schwarzweiß aus dem Jahr 1950 von Jon Iversen und Alice O’Fredericks, die auch das Drehbuch verfassten. Er basiert auf einer Erzählung von Morten Korch. In den Hauptrollen sind Johannes Meyer, Poul Reichhardt, Pia Ahnfelt-Rønne und Peter Malberg zu sehen. Seine Uraufführung erlebte das Werk am 9. Januar 1950 in Dänemark. In der Bundesrepublik Deutschland hatte der Film seine Premiere am 13. Oktober 1968 im Programm des Zweiten Deutschen Fernsehen (ZDF).

## Handlung
Der alte Munk hat beim zweiten Mal ein böses Weib geheiratet, nämlich Zita, die im Verein mit dem die Tiere quälenden Verwalter Willers sowohl den Hof als auch das schöne alte Gestüt „Enekaer“ an sich reißen will. Schon droht beides unter den Hammer zu kommen, da greift auf Fürsprache des Rechtsanwaltes Frantzen Munks Jugendfreund Hans Offor ein. Der gewährt einen Kredit und schickt gleichzeitig seinen Sohn Ole auf Munks Anwesen, um dort nach dem Rechten zu sehen. Ole gefallen die wertvollen roten Traber-Pferde, aber noch besser gefällt ihm die blonde Bente, Munks Tochter aus dessen erster Ehe. Unter Oles handfestem Regiment ändert sich bald alles zum Besten; doch dann stirbt der schon lange kränkliche alte Munk, und der böse Willers taucht mit einem Schenkungsbrief für Zita auf und fordert entweder 25.000 Kronen oder aber die Pferde.
Schließlich siegt aber doch noch das Gute: Beim großen Traber-Derby in Charlottenlund gewinnt Ole mit dem Hengst Junker, und dem endgültigen Glück mit Bente steht nun nichts mehr im Wege.

## Kritiken
Der Evangelische Film-Beobachter zeigt sich nicht gerade begeistert: „Kleine Heimatschnulze aus Dänemark. […] Zu primitiv und zu langweilig für eine Empfehlung.“ Etwas besser urteilt das Lexikon des internationalen Films. Nach dessen Meinung handelt es sich bei dem Werk um einen gemütvollen dänischen Unterhaltungsfilm mit ansprechenden Landschaftsaufnahmen.